# Photisarat I
Koning Somdetch Brhat-Anya Budhisana Raja Maha Dharmikadasa Lankanakuna Maharaja Adipati Chakrapati Bhumina Narindra Raja Sri Sadhana Kanayudha, beter bekend onder de naam Photisarat I volgde zijn vader Visunarat op als 16e koning van Lan Xang in 1520. Hij werd geboren in 1505 en volgde zijn opleiding in wat Visunarat. in 1522 werd hij gekroond in Luang Prabang. Hij werd monnik in de jaren 1525 en 1526. Hij versloeg een invasie van Autthaya bij Muang Khuk. Hij verplaatste de hoofdstad voor de eerste keer naar Vientiane in 1533. Later zou zijn zoon, Sai Setthathirat I, deze verplaatsing permanent maken. Hij overleed in 1550 na een olifantenjacht in het noorden van Laos, hij viel van zijn olifant en werd vertrapt door rennende olifanten. Hij overleed zeven dagen na dit ongeval.
Alhoewel Lan Xang een vredige kende onder zijn bewind, was Photisarat I verantwoordelijk voor de latere moeilijkheden van Lan Xang. Hij besloot zich te bemoeien met de problemen rond de troonopvolging in Lanna. Hij schoof zijn zoon naar voren als opvolger van de gestorven koning Ketklao van Lanna. Deze werd uiteindelijk door de nobelen geaccepteerd en gevraagd om te komen. Dit zou Lan Xang betrekken bij de twisten tussen Ayutthaya en Birma om Lanna. Zijn zoon Sai Setthathirat I volgde hem op na een onderlinge strijd met zijn jongere broers in 1550.
Voor zover bekend was hij vijf keer getrouwd. Zijn eerste vrouw was koningin Yudhi Karma Devi (Yot Kam Tip), de dochter van koning Ketklao van Lanna, zij was de moeder van Sai Setthathirat I. Zijn tweede vrouw was een prinses van Ayutthaya die in 1550 vermoord werd. Zijn derde vrouw was een dochter van prins Kuadeva. En zijn vierde vrouw was Nang Kong Soi. De afkomst van zijn vijfde vrouw is onbekend.
Hij had voor zover bekend vier zonen en vier dochters:
- Prins (Chao Fa) Setha Varman, Sai Setthathirat I (Setthavangso). Hij volgde zijn vader op na een burgeroorlog in 1550, hij was een zoon van Yot Kam Tip.
- Prins (Chao Fa) Lanjarnkaya (Lancharng), de zoon van de prinses van Ayutthaya. Eiste de troon van Lan Xang op na de dood van zijn vader en veroverde de zuidelijke gebieden. Hij vestigde zijn hoofdstad bij Pakhoue luang. Hij werd verslagen en gevangengenomen door Phaya Srisa Dharmatilaka. Zijn broer, Sai Setthathirat I, verleende hem gratie en benoemde hem tot gouverneur van Muang Saen.
- Prins (Chao Fa) Dharuva (Tharua), Brhat Vora Varman hij was de zoon van de dochter van prins Kuadeva. Hij Eiste de troon van Lan Xang op na de dood van zijn vader en veroverde Vientiane en de gebieden ten noorden daarvan. Hij werd verslagen en vervolgens verbannen door zijn oudere broer Sai Setthathirat I.
- Prins (Chao Fa) Brhatasena, Vorawongse I (Phaya Asen) die in 1575 koning zou worden.
- Prinses (Chao Fa Nying) Kaeva Kumari (Keo Koumane).
- Prinses (Chao Fa Nying) Taen Kam Lao, zij werd in 1563 samen met haar moeder door de Birmezen gevangengenomen.
- Prinses (Chao Fa Nying) Kamagayi (Kam Khai), zij werd in 1563 door de Birmezen gevangengenomen.
- Prinses (Chao Fa Nying) Dharmagayi (Kham Khai). Zij was getrouwd met Brhat Varapitra (Vorapita). Hij was de regent voor hun zoon, Vorawongse II, van 1596 - 1602. Hij veroverde Phayao, Semg, Lo, Chieng Saen, Han en Chiang Rai op de Birmezen. Ondanks dit werd hij gedwongen om de macht over te geven aan zijn zoon in 1602. Hij werd monnik in Serk Vieng Khuk in dat jaar en stierf in Muang Niek in 1604.